# 栗原信裕
栗原 信裕（くりはら のぶひろ、1955年1月23日 - ）は、日本の実業家。ハーゲンダッツジャパン株式会社代表取締役社長を経て、同社取締役会長。

## 人物・経歴
大阪府出身。1979年京都大学法学部卒業、サントリー入社。2009年サントリーフーズ代表取締役社長。2013年サントリー食品インターナショナル専務取締役。2018年ハーゲンダッツジャパン代表取締役社長。2020年ハーゲンダッツジャパン取締役会長。